# Hepler (Kansas)
Hepler es una ciudad ubicada en el de condado de Crawford en el estado estadounidense de Kansas. En el año 2010 tenía una población de 132 habitantes y una densidad poblacional de 66 personas por km².

## Geografía
Hepler se encuentra ubicada en las coordenadas 37°39′43″N 94°58′8″O / 37.66194, -94.96889 (37.661936, -94.968872).

## Demografía
Según la Oficina del Censo en 2000 los ingresos medios por hogar en la localidad eran de $26,500 y los ingresos medios por familia eran $36,500. Los hombres tenían unos ingresos medios de $21,250 frente a los $22,500 para las mujeres. La renta per cápita para la localidad era de $12,475. Alrededor del 17.0% de la población estaban por debajo del umbral de pobreza.